# Argiope appensa

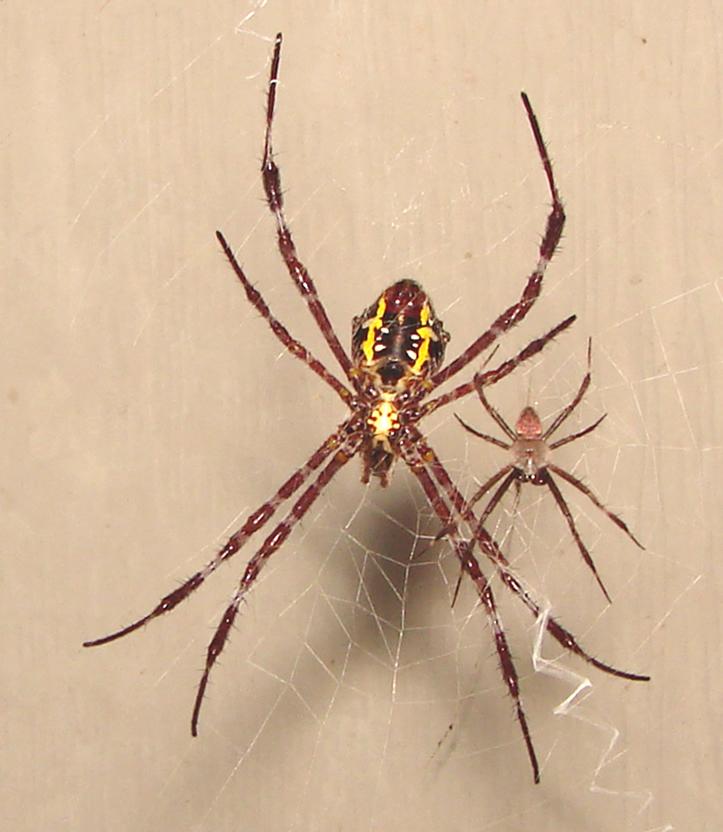
Fêmea matura (vista ventral) e macho (dorsal)

Argiope appensa é uma espécie de aranha araneomorfa com distribuição natural em várias ilhas do Oceano Pacífico Ocidental. Foi introduzida no Havaí, Taiwan e Nova Guiné. Ocupa uma grande variedade de habitats, desde a região costeira às florestas do interior.

## Descrição
As fêmeas atingem até 7 cm de comprimento corporal, com o conspícua coloração em preto e amarelo. Os machos acastanhados, atingindo apenas cerca de 2 cm de comprimento.
No Havaí a espécie é conhecida por aranha de jardim. Em Guam, onde Argipoe appensa é ubíqua, é frequentemente predada pela espécie cleptoparasítica Argyrodes argentatus, sendo conhecida por aranha-banana.

## Na cultura popular
Esta espécie foi usada no episódio "Exposé" da série de TV Lost, filmada no Havaí. Nesse episódio é chamada Latrodectus regina (ou aranha-medusa), uma espécie de aranha viúva-negra fictícia da família Theridiidae. Os "machos" usados também eram do sexo feminino já que os machos são realmente muito menores.

## Galeria

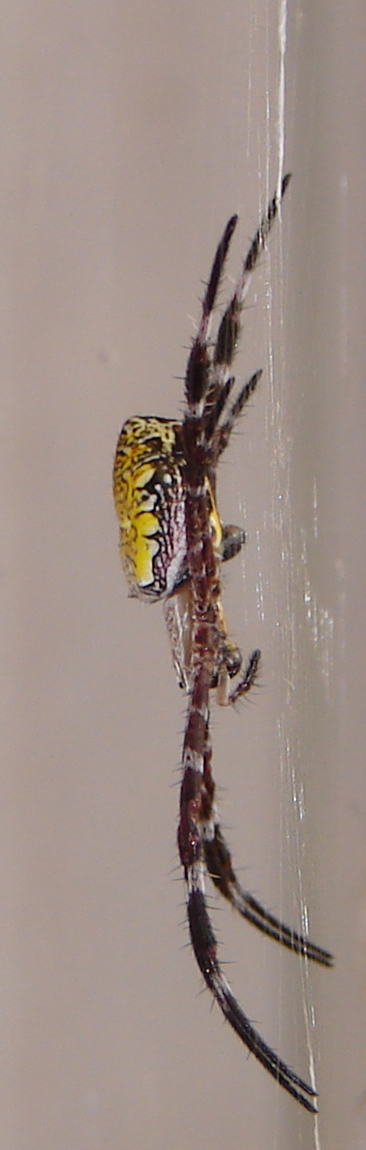
A. appensa (vista lateral de uma fêmea)
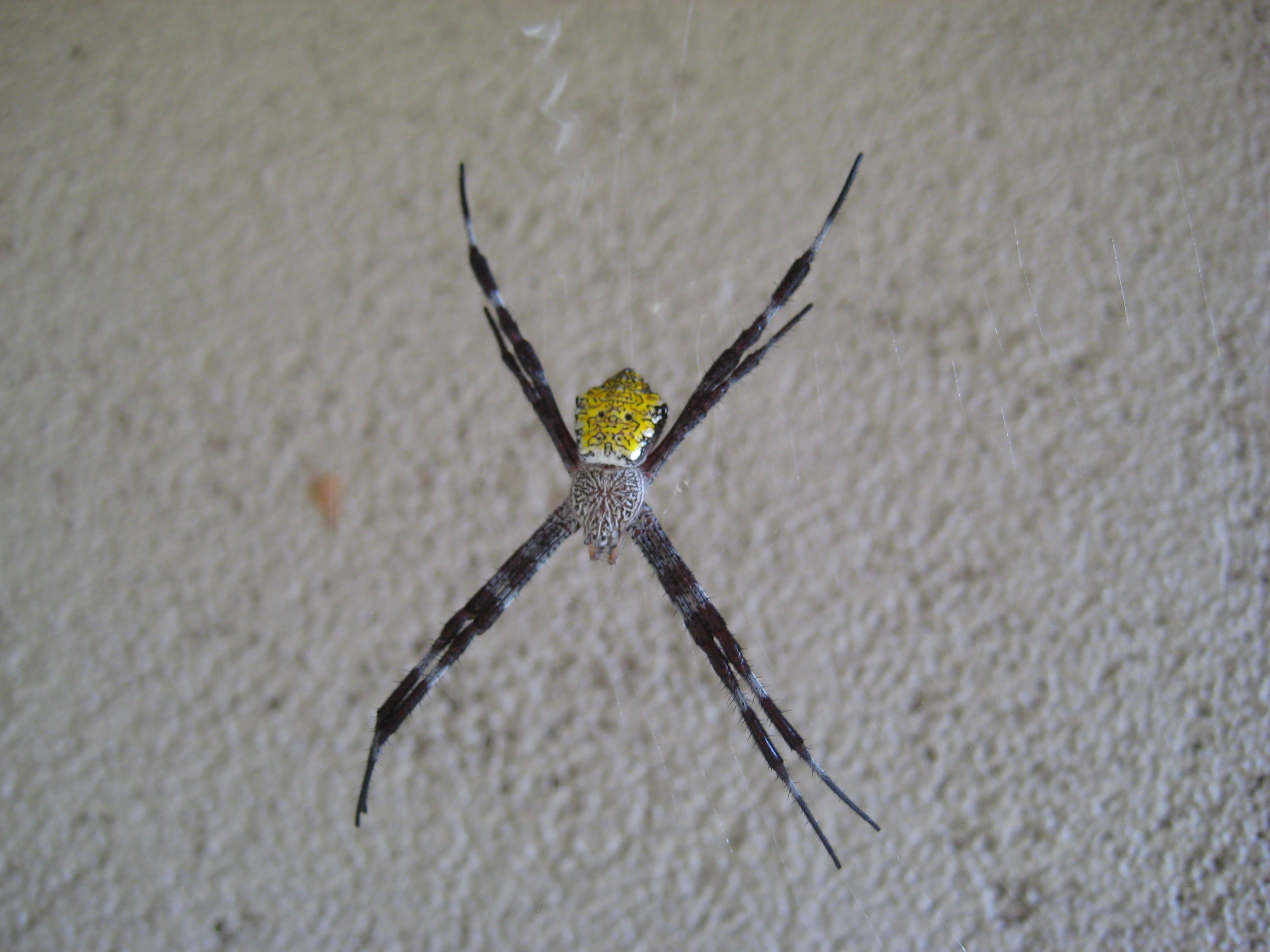
A. appensa (fêmea em Kauai, Hawaii)